# Bütthard
Bütthard ist ein Markt im unterfränkischen Landkreis Würzburg sowie Mitglied der Verwaltungsgemeinschaft Giebelstadt.

## Geographie
Die Gemeinde liegt in der Planungsregion Würzburg. Durch Bütthard führt der Fränkische Marienweg.

### Gemeindegliederung
Es gibt sieben Gemeindeteile (in Klammern ist der Siedlungstyp angegeben):
- Bütthard (Hauptort)
- Gaurettersheim (Pfarrdorf)
- Gützingen (Kirchdorf)
- Hetzenmühle (Einöde)
- Höttingen (Kirchdorf)
- Oesfeld (Pfarrdorf)
- Tiefenthal (Dorf)

Es gibt die Gemarkungen Bütthard, Gaurettersheim, Gützingen, Höttingen, Oesfeld und Tiefenthal.

## Geschichte

### Bis zur Gemeindegründung
Der Ort wurde in einem Schutzbrief des Königs Arnulf von 889 erstmals erwähnt. Während der Zeit der Stammesherzogtümer lag der Ort im Herzogtum Franken. 1210 wird ein Vogt Gernot von Bütthard in Urkunden genannt. Ein Nachkomme Gernots, Gernodus, genannt Herolt, verkaufte 1304 seine Ansprüche auf den Büttharder Hocker(in)-Hof. Von Ulrich IV. von Hanau kam die Burg Büttert im Tausch gegen die zweite Hälfte des Gerichtes Schlüchtern am 12. Januar 1377 zum Hochstift Würzburg. Fürstbischof Lorenz von Bibra verlieh dem Dorf im Jahr 1503 die Marktrechte. Das ehemalige Amt Bütthard des Hochstiftes Würzburg, das zum Fränkischen Reichskreis gehörte, wurde nach der Säkularisation 1803 zugunsten Bayerns 1805 Erzherzog Ferdinand von Toskana zur Bildung des Großherzogtums Würzburg überlassen und fiel mit diesem 1814 endgültig am Bayern. Im Jahr 1818 entstand die politische Gemeinde.

### Jüdische Gemeinde
Die Mitglieder der jüdischen Gemeinde, die am Marktplatz eine eigene Synagoge besaß, wurden in der Zeit des Nationalsozialismus bis 1937 vertrieben oder in Konzentrationslager verbracht. Eine Gedenktafel am Rathaus erinnert an die jüdischen Einwohner, die während der Shoa umgebracht wurden.
Siehe auch: Jüdische Gemeinde Bütthard

### Eingemeindungen
Im Zuge der Gebietsreform in Bayern wurden am 1. Januar 1972 die Gemeinden Gaurettersheim, Gützingen, Oesfeld und Tiefenthal und am 1. Mai 1978 die Gemeinde Höttingen eingegliedert.

### Einwohnerentwicklung
| Jahr      | 1961 | 1970 | 1987 | 1991 | 1995 | 2000 | 2005 | 2010 | 2015 |
| Einwohner | 1449 | 1415 | 1318 | 1328 | 1366 | 1333 | 1289 | 1285 | 1338 |

Im Zeitraum 1988 bis 2018 sank die Einwohnerzahl von 1316 auf 1281 um 35 Einwohner bzw. um 2,7 %. 1993 hatte der Markt 1398 Einwohner.

## Politik
- CSU: 5
- WIR: 4
- WGO: 3

### Marktgemeinderat
Der Marktgemeinderat hat zwölf Mitglieder. Bei der Kommunalwahl vom 15. März 2020 machten von den 1.075 stimmberechtigten Einwohnern in der Gemeinde Bütthard 824 von ihrem Wahlrecht Gebrauch, womit die Wahlbeteiligung bei 76,65 % lag. Die Sitz- und Stimmenverteilung ist wie folgt:
- CSU: 5 Sitze (41,45 %)
- WIR*: 4 Sitze (32,16 %)
- WGO**: 3 Sitze (26,39 %)

* = Wir für Bütthard

** = Wahlgemeinschaft der Ortsteile

### Bürgermeister
- 0000–2002: Roman Floth  (Wahlgemeinschaft der Ortsteile)
- 2002–2020: Edwin Gramlich (CSU/Freie Wählergemeinschaft)
- 2020–0000: Peter Ernst (CSU)

Bei der Kommunalwahl vom 15. März 2020 wurde Peter Ernst mit 51,79 % der Stimmen gewählt.

### Wappen
| | Blasonierung: „In Rot auf grünem Boden schreitend ein silbernes Lamm, das einen goldenen Dreschflegel schultert.“ |
| Wappenbegründung: Das Wappenbild ist in einem Relief über dem Westportal der 1620 fertig gestellten Frauenkapelle St. Laurentius überliefert. Aus derselben Zeit stammt wohl das älteste bekannte Gerichtssiegel. Im Marktsiegel von 1673 steht unter dem nimbierten Lamm mit Kreuzstab ein Kleeblatt. Im Schrifttum des 19. Jahrhunderts steht das Lamm in silbernem Feld auf rotem, in Streifen geteilten Schildfuß. Das Bild stellt wohl den einstigen bäuerlichen Charakter des Marktes dar mit Viehzucht und Ackerbau. Dies kommt auch durch den Dreschflegel zum Ausdruck. | |

## Baudenkmäler
- Rathaus (Bütthard)

## Wirtschaft
Im Jahr 2022 erzielte Bütthard Einnahmen aus der Gewerbesteuer in Höhe von 0,6 Millionen Euro. Mit einem Gewerbesteuerhebesatz von 380 % ist die Gemeinde im Mittelfeld aller Gemeinden Deutschlands. Bütthard ist etwa steuerlich günstiger als Würzburg (Gewerbesteuerhebesatz 420 %).
Es gab 2016 nach der amtlichen Statistik im produzierenden Gewerbe 43 und im Bereich Handel, Verkehr und Gastgewerbe 15 sozialversicherungspflichtig Beschäftigte am Arbeitsort. In sonstigen Wirtschaftsbereichen waren am Arbeitsort 20 Personen sozialversicherungspflichtig beschäftigt. Sozialversicherungspflichtig Beschäftigte am Wohnort gab es insgesamt 548. Im verarbeitenden Gewerbe gab es keine, im Bauhauptgewerbe zwei Betriebe. Im Jahr 2010 bestanden zudem 68 landwirtschaftliche Betriebe mit einer landwirtschaftlich genutzten Fläche von insgesamt 2921 Hektar, davon waren 2847 ha Ackerfläche und 70 ha Dauergrünfläche.

## Bildung
- Im Kindergarten mit 74 genehmigten Plätzen werden 62 Kinder, davon zwölf unter drei Jahre alt, von insgesamt elf Personen betreut und gefördert. (Stand 2017)
- In der Grundschule Bütthard werden 50 Kinder in zwei jahrgangsgemischten Klassen von vier Lehrerinnen unterrichtet. (Schuljahr 2018/19)

## Persönlichkeiten
- Johann Pleikard Bitthäuser (1774–1859), deutscher Kupferstecher, geboren in Bütthard
- Paul Stumpf (1886–1967), Landrat und Ministerialbeamter
- Herta Mannheimer (1891–1943), deutsche Kommunalpolitikerin und Opfer des Nationalsozialismus
- Nikolaus Kehl (1914–2005), römisch-katholischer Theologe, Neutestamentler und Hochschullehrer
- Adalbert Ludwig Balling (1933–2024), katholischer Geistlicher, Missionar und Autor, geboren in Gaurettersheim